# Дзингарелли, Никола
Нико́ла Дзингаре́лли (итал. Nicola Zingarelli; 28 августа 1860, Чериньола — 7 июня 1935, Милан) — итальянский филолог и литературовед. Автор одного из самых известных словарей итальянского языка.

## Биография

### Ранние годы и обучение
Никола Дзингарелли родился 28 августа 1860 года (в свидетельстве о рождении указано 31 августа) в небольшом апулейском городке Чериньола. Он был вторым сыном портного Джироламо Дзингарелли и его жены Терезы Лонго. Уже с детства показал свою предрасположенность к наукам, получив в 10-летнем возрасте серебряную медаль от декурионата Чериньолы за успехи в учёбе в начальной школе. В 1875 году окончил гимназический курс в Лучере, после чего обучался в классическом лицее в Неаполе, который успешно закончил в 1878 году. В том же году поступил на юридический факультет Неаполитанского университета, однако вскоре перешёл на филологический факультет того же университета. В 1882 году защитил диплом на тему «Употребление чуждых флорентийскому диалекту слов и выражений в „Божественной комедии“», который был опубликован через 2 года в научном журнале «Studi di filologia romanza» (с итал. — «Исследования романской филологии», 1884, № 1, pp. 1–202). В течение года преподавал в гимназии Санта-Мария-Капуа-Ветере, но уже в 1883 году поступил во Флорентийский институт высшего образования (предшественник Флорентийского университета) с целью углубить полученные знания. Там Дзингарелли учился у таких профессоров, как Пио Райна, Паскуали Виллари и Доменико Компаретти. В 1884/1885 учебном году обучался в Германии: в Университете Бреслау у Адольфа Гаспари и в Берлинском университете у Адольфа Тоблера и Эдуарда Швана.

### Преподавательская и научная деятельность
После возвращения в Италию Дзингарелли преподавал в различных лицеях — сперва в Палермо, затем — в Кампобассо, с 1887 года — в Ферраре, а с 1890 года — в Неаполе. Параллельно он взялся за перевод на итальянский язык первого тома книги немецкого профессора Адольфа Гаспари «История итальянской литературы», который был опубликован в Турине в 1887 году и переиздан в 1914. В 1896 году совместно с Эразмо Перкопо основал журнал «Rassegna critica della letteratura italiana» (с итал. — «Критический обзор итальянской литературы»), который возглавлял вплоть до его закрытия в 1925 году. В том же 1896 году безуспешно пытался устроиться на работу в качестве преподавателя в Павийский университет. В 1902 году наконец смог устроиться в университет — Палермский, где проработал до 1916 года. В 1906 году получил должность ординарного профессора. В 1908 году безуспешно пытался перевестись в Болонский университет. С 1913 по 1916 года занимал пост декана филологического факультета Палермского университета, совмещая эту должность в 1915/1916 учебном году с должностью декана археологического факультета. В 1916 году после смерти Франческо Новати получил место на кафедре новолатинского языка и литературы Научно-литературной академии в Милане (в 1924 году стала частью Миланского университета). В 1925 году Дзингарелли вошёл в состав редакционной коллегии «Энциклопедии Треккани», возглавив отдел романской литературы. В 1931 году он занял должность преподавателя итальянской литературы. В 1934 году он опубликовал снабжённое значительными научными комментариями и иллюстрациями издание «Божественной комедии» Данте. Никола Дзингарелли скончался 7 июня 1935 года в результате затронувших лёгкие осложнений, вызванных проведённой хирургической операцией. Согласно его завещанию Дзингарелли был похоронен на кладбище его родной коммуны Чериньола.

## Сочинения

### Толковый словарь итальянского языка
Наиболее известным трудом Николы Дзингарелли является «Словарь итальянского языка», работу над которым филолог начал в 1912 году по предложению двух миланских издателей — Бьетти и Реджани. Издание словаря отдельными брошюрами началось в 1917 и было завершено к 1921 году; в марте 1922 года словарь вышел отдельным изданием. Словарь содержал большое количество единичных гравюр и полностраничных таблиц, иллюстрировавших некоторые из понятий, а эпиграфом к словарю было взято трёхстишие из «Божественной комедии» Данте:
Естественно, чтоб смертный говорил;

Но — так иль по-другому, это надо,

Чтоб не природа, а он сам решил.
После выхода словаря итальянская газета L’educazione nazionale (с итал. — «Национальное образование») так характеризовала труд Николы Дзингарелли:
По своему богатству этот словарь намного превосходит все остальные из имеющихся сейчас в продаже [...] Он является чем-то средним между энциклопедией и словарём в обычном пониманииL’educazione nazionale
У словаря был большой успех, он был признан наиболее полным словарём итальянского языка. Под редакцией Дзингарелли было выпущено 5 переработанных изданий — последнее из них вышло из печати в августе 1935 года, через 2 месяца после смерти автора. Словарь Дзингарелли сильно отличался от принятых в XIX веке толковых словарей итальянского языка — в отличие от существовавших до него нормативных словарей, автор постарался охватить весь объём современного ему литературного языка, включая с одной стороны различные пласты языка, но с другой — обращая внимание читателей на правильное употребление слов и словоформ. В 1941 году права на словарь Дзингарелли были приобретены издательством Zanichelli, которое продолжает выпускать его до наших дней под руководством других филологов. В 1993 году вышло 12-е издание словаря (не считая стереотипных), а с 2014 года словарь обновляется ежегодно. В издании 2022 года содержатся 145 000 словарных статей, 380 000 значений, 70 000 этимологий, 45 000 выражений и идиом, 12 000 цитат 134 авторов (от Франциска Ассизского до Альберто Арбазино), 9000 синонимов и 2000 антонимов.

### Прочие труды
По состоянию на 1932 год (за 3 года до смерти), Никола Дзингарелли опубликовал 357 различных научных работ. Среди них — многочисленные научные труды, посвящённые французской, провансальской, испанской и итальянской литературе, творчеству Данте Алигьери, Франческо Петрарки, и других классических итальянских авторов. Выделяются следующие научные работы:
- Operette morali, ricorrette sulle edizioni originali con introd. e note ad uso delle scuole (комментарии к «Нравственным очеркам» Джакомо Леопарди; Неаполь, 1895);
- Dante (капитальное исследование, посвящённое жизни и творчеству Данте Алигьери; Милан, 1899—1903 отдельными брошюрами; переработано и собранное в единый том — 1931);
- Francesco Novati in rapporto a nuovi e vecchi problemi della filologia romanza, in Rass. critica della letteratura italiana, XXII (1917), pp. 145–164;
- F. Petrarca, Le Rime («Rerum vulgarium fragmenta») secondo l’autografo (исследования по стихотворным произведениям Франческо Петрарки; Флоренция, 1926);
- La vita, i tempi e le opere di Dante (исследование жизни, времени и творчества Данте; Милан, 1932);
- Composizione del «Morgante» di Luigi Pulci (in Rendiconti del R. Istituto lombardo di scienze e lettere) (исследования по композиции «Морганте» Луиджи Пульчи (Милан, 1932);
- L. Ariosto, Orlando furioso, introd., testo, argomenti, indice copiosissimo (комментарии к «Неистовому Роланду» Лудовико Ариосто; Милан, 1934).

## Научные звания
- Действительный член Ломбардского института наук и литературы — с 22 марта 1923 года[1].
- Академик Академии делла Круска — с 1 июля 1923 года[1].

## Семья
25 марта 1886 года женился на Летиции Дзиккарди, которой в тот момент было 22 года. С ней у него было шестеро детей: Мино (скончавшийся в молодом возрасте в 1895 году), Фердинандо, Итало, Тереза. Беатриче и Мария. Летиция скончалась 19 октября 1911 года. 5 сентября 1914 года вторично женился — на вдове Изабелле Гуаччи Дзиккарди, сестре своей первой жены.

## Комментарии
1. ↑  итал. Vocabolario della lingua italiana.